# (1468) Зомба
(1468) Зомба (лат. Zomba) — быстро вращающийся астероид, относящийся к группе астероидов пересекающих орбиту Марса — один оборот делает всего за 2 часа 46 минут. Он был обнаружен 23 июля 1938 года южноафриканским астрономом Сирилом Джексоном в обсерватории Йоханнесбурга и назван в честь города Зомба в Малайзии.

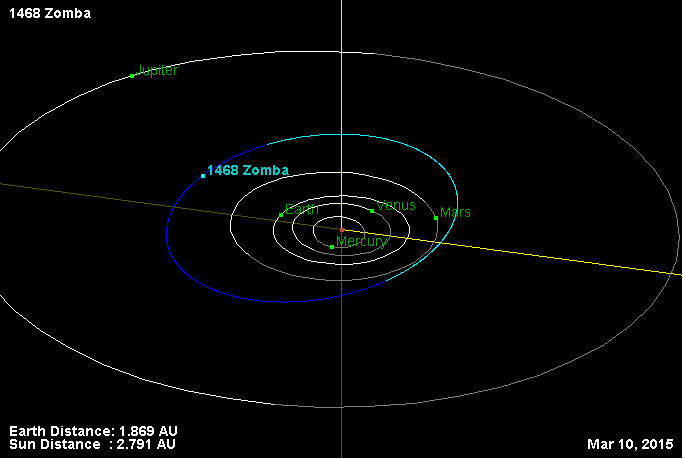
Орбита астероида Зомба и его положение в Солнечной системе